# Peek-a-Boo (bài hát của Red Velvet)
"Peek-A-Boo" (tiếng Hàn: 피카부; Romaja: Pikabu) là một bài hát của nhóm nhạc nữ Hàn Quốc Red Velvet và là đĩa đơn chính nằm trong album phòng thu thứ hai của nhóm, Perfect Velvet (2017). Được viết bởi nhạc sĩ Kenzie và sản xuất bởi Moonshine, Ellen Berg Tollbom cùng ca-nhạc sĩ người Thụy Điển Cazzi Opeia, "Peek-A-Boo" được miêu tả là một ca khúc dance-pop có tiết tấu nhanh chứa đựng những yếu tố của thể loại tropical house.
Sau khi được phát hành, "Peek-A-Boo" cùng album nói chung nhận được những phản hồi tích cực từ giới chuyên môn khi họ khen ngợi sự thay đổi hình tượng của Red Velvet từ trong sáng, hồn nhiên trong "Rookie" và "Red Flavor" sang một hình ảnh trưởng thành hơn. Bài hát cũng nhận được nhiều thành công về mặt thương mại, đứng top 2 ở cả hai bảng xếp hạng Gaon Digital Chart và Billboard World Digital Songs.
Red Velvet trở lại trên các sân khấu âm nhạc cùng ngày "Peek-A-Boo" được phát hành, sau đó quảng bá trên tất cả các chuơng trình Music Bank, Inkigayo, The Show, Show Champion, M! Countdown và Show! Music Core. Nhóm cũng biểu diễn ca khúc tại nhiều lễ trao giải cuối năm.

## Bối cảnh ra mắt
Sau khi Red Velvet hoàn thành đợt quảng bá ban đầu cho đĩa đơn mở rộng The Red Summer và hoàn thành buổi hòa nhạc đầu tay mang tên Red Room vào tháng 8 năm 2017, nhiều trang báo ở Hàn Quốc tiết lộ về dự định trở lại lần thứ 3 trong năm 2017 của nhóm vào tháng 10. Thông tin sau đó được xác nhận bởi hãng đĩa của nhóm là SM Entertainment.
SM Entertainment sau đó cũng tiết lộ tên của đĩa đơn cũng như tựa đề album phòng thu Perfect Velvet thông qua một đoạn clip ngắn vào nửa đêm ngày 8 tháng 11. Đề cập đến phong cách âm nhạc của nhóm, SM Entertainment trong một cuộc phòng vấn với X Sports News cho biết album lần này là "một phiên bản nâng cấp cho phong cách "velvet" của nhóm". "Peek-A-Boo" được cho ca khúc "velvet" với chỉ một chút mặt "red" thêm vào để ra một công thức kết hợp hoàn hảo.

## Sản xuất
"Peek-A-Boo" được biên soạn bởi Moonshine (Ludvig Evers & Jonatan Gusmark), Ellen Berg Tollbom và Cazzi Opeia.
Về mặt âm nhạc, "Peek-A-Boo" được miêu tả là một ca khúc dance-pop với nhịp điệu nhanh cùng những đoạn gây nghiện. Tamar Herman từ Billboard lại cho rằng bài hát "mang những yếu tố của thể loại trop house dưới hơi hướng của nhạc pop với tiếng trống bass, âm thanh điện tử cùng những tiếng beat đập mạnh". Bài hát được viết ở cung đô thăng thứ với nhịp độ 115 nhịp một phút. Để ca khúc phù hợp với phong cách huyền bí trong video âm nhạc, thành viên Joy của nhóm đã thu âm nhiều lần giọng cười của mình để chèn vào bài hát nhưng cuối cùng giọng cười trong bản demo lại được chọn chính thức. Lời của ca khúc được viết bởi nhạc sĩ trực thuộc SM Entertainment Kenzie, so sánh tình yêu như trò chơi ú à của trẻ con.

## Quảng bá
Video âm nhạc  của "Peek-A-Boo" do Kim Ji-young đạo diễn cũng được đăng tải trong ngày phát hành đĩa đơn và album. Video được quay tại một ngôi nhà cổ hơn 100 năm tuổi tại Los Angeles. Kyle Hanagami lại một lần nữa là biên đạo cho nhóm trong lần trở lại này sau những lần hợp tác thành công trước trong "Be Natural" (2014), "Ice Cream Cake" (2015), "Russian Roulette" (2016) và, "Red Flavor" (2017). Động tác mang tính biểu tượng trong vũ đạo bài hát là động tác tay kí hiệu "OK".

Cảnh giới thiệu các thành viên tại ngôi nhà cổ kỳ quái trong video âm nhạc

Billboard miêu tả video âm nhạc của "Peek-A-Boo" "quyến rũ đến chết người" và mang màu sắc u tối hơn bất kì video âm nhạc nào trước đây của nhóm. Với mạch nội dung như một bộ phim kinh dị, video mở đầu bằng cảnh năm thành viên nhìn lên mặt trăng tròn dưới hiên ngôi nhà cổ. Tiếp nối là các cảnh những cô gái luyện tập sử dụng hàng loạt các loại vũ khí. Một chàng trai giao pizza sau đó bị mê hoặc vào ngôi nhà, chơi đùa cùng các cô gái mà không nhận ra mối nguy hiểm. Video kết thúc bằng cảnh chiếc áo đồng phục của anh chàng bị trưng bày trong lồng kính. Lai Frances từ PopCrush nhận xét rằng Red Velvet "đã xóa bỏ sự bão hòa trong concept đen tối trong khi vẫn bộc lộ được tính cách của một Wednesday Addams bên trong". The Michigan Journal cũng so sánh video với một bộ phim kinh dị của Hollywood ở thập niên 1930. Giọng hát chính của nhóm Wendy thừa nhận những khó khăn khi đóng vai những cô gái nham hiểm nhưng thành viên Seulgi lại cho biết cô rất thích phong cách này.

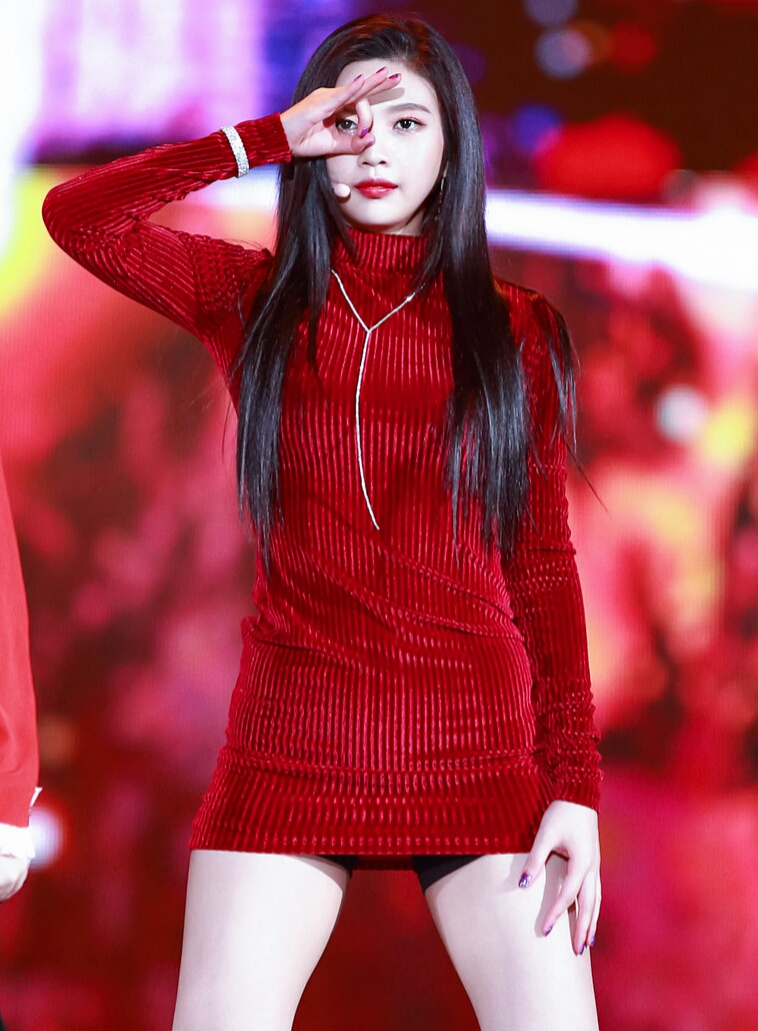
Joy cùng các thành viên khác của Red Velvet trong phần biểu diễn bài hát "Peek-A-Boo" tại Melon Music Awards 2017

Để quảng bá cho album, Red Velvet đã tổ chức một buổi trình diễn vào ngày 16 tháng 11 và biểu diễn "Peek-A-Boo" lần đầu tiên trên sân khấu. Nhóm cũng tham gia biểu diễn ở các chương trình âm nhạc trên truyền hình Hàn Quốc và biểu diễn ca khúc tại nhiều lễ trao giải cuối năm.

## Đánh giá chuyên môn
"Peek-A-Boo" nhìn chung nhận được nhiều phản hồi tích cực, đặc biệt là ở Hàn Quốc. Seon Mi-kyung của báo Osen cho rằng rất đáng chú ý khi Red Velvet đã lựa chọn cho mình màu sắc và định tính để thể hiện sự trưởng thành với tư cách nghệ sĩ. KookMin Ilbo còn khen ngợi tất cả các ca khúc trong album và miêu tả "Peek-A-Boo" là "một sự kết hợp giữa nhịp trống mạnh và giai điệu đen tối nhưng sinh động". Nói về việc chất lượng âm nhạc đã được nâng lên đáng kể như thế nào trong vòng một thập kỉ qua, những bài hát của Red Velvet được xem là một trong những tín hiệu đáng mừng. Kim Sang-hwa của tờ Oh My Star so sánh sự thay đổi từ mặt "red" sang phong cách của nhóm ở "Peek-A-Boo" như "một trái bóng bầu dục và bạn không chắc nó sẽ đi đến đâu", nhưng gọi đây là một thử nghiệm  trong âm nhạc và xem album là một trong những sản phẩm âm nhạc nổi bật nhất của năm ở thị trường trong nước..
Tamar Herman của Billboard miêu tả "Peek-A-Boo" như "một phần tiếp nối" của "Ice Cream Cake" (2015) khi chúng đều sở hữu "giai điệu gây ám ảnh và những đoạn nhạc gây nghiện". Aubree Stamper của báo The Michigan Journal phát biểu "bài hát với nhịp điệu gây nghiện sẽ quyến rũ bạn như anh chàng giao pizza xấu số" cũng như đặc biệt quan tâm đến lời bài hát đầy tinh nghịch. Chase McMullen từ The 405 còn so sánh Red Velvet với các nhóm nhạc nữ nổi tiếng khác vốn bị ràng buộc với phong cách "dễ thương" hoặc "gợi cảm" và khen ngợi nhóm "giá trị được sự đa dạng của mình".

## Thương mại
"Peek-A-Boo" khởi điểm tại ví trí thứ 12 và thứ 6 lần lượt trên bảng xếp hạng âm nhạc Gaon Digital Chart và Gaon Download Chart tuần thứ 46 của năm 2017, với 103.451 lượt tải về. Bài hát nhanh chóng vươn lên vị trí thứ 2 trên bảng xếp hạng Gaon Digital Chart và thứ 1 trên bảng xếp hạng Gaon Download Chart với 145.930 lượt tải về trong tuần sau. Ca khúc cũng đạt vị trí thứ 7 trên bảng xếp hạng tháng 11 với hơn 316.000 lượt tải. Ngoài ra "Peek-A-Boo" cũng đạt vị trí thứ 3 rồi thứ 2 tại bảng xếp hạng Billboard K-Pop Hot 100 trong hai tuần đầu ra mắt.

## Đóng góp
- SM Entertainment Co., Ltd. – điều hành sản xuất
- Lee Soo-man – sản xuất
- Kenzie – chỉ đạo thanh nhạc
- Lee Joo-hyung – chỉ đạo thanh nhạc, vận hành công cụ
- Lee Ji-hong (SM LYVIN Studio) – kĩ sư âm thanh
- Lee Min-gyu (SM Big Shot Studio) – kĩ sư âm thanh, điều chỉnh kỹ thuật số
- Jung Eui-seok (SM Blue Cup Studio) – kĩ sư hòa âm
- Kenzie – viết lời
- Moonshine (Ludvig Evers & Jonatan Gusmark) – soạn nhạc, biên khúc
- Ellen Berg Tollbom – soạn nhạc, biên khúc
- Cazzi Opeia – soạn nhạc, biên khúc
- Red Velvet – ca sĩ
  - Irene – hát chính, hát đệm
  - Seulgi – hát chính, hát đệm
  - Wendy – hát chính, hát đệm
  - Joy – hát chính, hát đệm
  - Yeri – hát chính, hát đệm , rap chính
- Shin Agnes – hát đệm
- Cazzi Opeia – hát đệm[26]

## Bảng xếp hạng
| Bảng xếp hạng (2017)               | Vị trí cao nhất |
| ---------------------------------- | --------------- |
| Nhật Bản (Billboard Japan Hot 100) | 36              |
| Philippines (BillboardPH Hot 100)  | 62              |
| Hàn Quốc (Gaon Digital Chart)      | 2               |
| Hàn Quốc (Billboard K-pop Hot 100) | 2               |
| US World Digital Song (Billboard)  | 2               |

| Bảng xếp hạng (2017)          | Vị trí cao nhất |
| ----------------------------- | --------------- |
| Hàn Quốc (Gaon Digital Chart) | 7               |

## Lịch sử phát hành
| Khu vực       | Ngày                | Định dạng        | Nhãn hiệu                     |
| ------------- | ------------------- | ---------------- | ----------------------------- |
| Hàn Quốc      | 17 tháng 1 năm 2017 | Digital download | SM Entertainment, Genie Music |
| Nhiều khu vực | 17 tháng 1 năm 2017 | Digital download | SM Entertainment              |